# 마누일 1세 메가스 콤니노스
마누일 1세 메가스 콤니노스(그리스어: Μανουήλ Α΄ Μέγας Κομνηνός, Manouēl I Megas Komnēnos, 1218년 ~ 1263년 3월)는 트라페준타 제국의 황제이다.
마누일 1세의 치세 동안 제국은 셀주크 제국과 몽골 제국의 속국 신세에서 벗어나지 못하였다. 그는 이러한 상황에서 벗어나고자 프랑스의 왕 루이 9세와 십자군을 돕기로 동맹을 맺기도 하였다.
 본 문서에는 현재 퍼블릭 도메인에 속한 브리태니커 백과사전 제11판의 내용을 기초로 작성된 내용이 포함되어 있습니다.
| 전임 요안니스 1세 | 트라페주스 제국의 황제 1228년 - 1263년 | 후임 안드로니코스 2세 |